# Uranophora argentiflua
Uranophora argentiflua är en fjärilsart som beskrevs av Eugen Johann Christoph Esper 1794. Uranophora argentiflua ingår i släktet Uranophora och familjen björnspinnare. Inga underarter finns listade i Catalogue of Life.